# 1975年全豪オープン
1975年 全豪オープン（1975ねんぜんごうオープン、Australian Open 1975）は、オーストラリア・メルボルン市内にある「クーヨン・テニスクラブ」にて、1974年12月21日から1975年1月1日まで開催された。

## 大会の流れ
- 本年度の全豪オープンは、1974年と1975年の年末年始をまたいで行われた。決勝戦の日が年始の1月1日であったことから、1975年の年頭開催大会として扱う。
- 大会会場はメルボルン市内にある「クーヨン・テニスクラブ」の芝生コートで開催。
- 男子シングルスは「64名」の選手による6回戦制で行われ、シード選手は8名であった。女子シングルスは「56名」の選手による6回戦制で行われ、シード選手8名に「1回戦不戦勝」（抽選表では“Bye”と表示）があった。
- 混合ダブルスは、1970年から1985年まで競技の実施が中止されていた。したがって、記事中の「決勝戦の結果」に混合ダブルスはなく、4部門のみの記載になる。

## シード選手

### 男子シングルス
1. ジミー・コナーズ　（準優勝）
2. ジョン・ニューカム　（優勝、2年ぶり2度目）
3. トニー・ローチ　（ベスト4）
4. ジョン・アレクサンダー　（ベスト8）
5. ロス・ケース　（1回戦）
6. アレックス・メトレベリ　（ベスト8）
7. ジェフ・マスターズ　（ベスト8）
8. フィル・デント　（2回戦）

### 女子シングルス
1. マーガレット・スミス・コート　（ベスト8）
2. オルガ・モロゾワ　（ベスト8）
3. イボンヌ・グーラゴング　（優勝、大会2連覇）
4. ケリー・メルビル　（2回戦＝初戦）
5. ヘレン・グーレイ　（2回戦＝初戦）
6. 沢松和子　（ベスト8）
7. ダイアン・フロムホルツ　（3回戦）
8. マルチナ・ナブラチロワ　（ベスト4）

## 大会経過

### 男子シングルス
準々決勝
- ジミー・コナーズ vs.  キム・ウォーウィック　6-3, 6-2, 6-2
- ディック・クリーリー vs.  ジョン・アレクサンダー　6-3, 4-6, 6-3, 7-6
- トニー・ローチ vs.  アレックス・メトレベリ　7-6, 3-6, 6-4, 6-3
- ジョン・ニューカム vs.  ジェフ・マスターズ　1-6, 6-3, 6-7, 6-3, 10-8

準決勝
- ジミー・コナーズ vs.  ディック・クリーリー　6-4, 6-3, 6-4
- ジョン・ニューカム vs.  トニー・ローチ　6-4, 4-6, 6-4, 2-6, 11-9

### 女子シングルス
準々決勝
- マルチナ・ナブラチロワ vs.  マーガレット・スミス・コート　6-4, 6-3
- ナターシャ・クミレワ vs.  クリス・マティソン　3-6, 6-2, 7-5
- イボンヌ・グーラゴング vs.  沢松和子　6-3, 7-5
- スー・バーカー vs.  オルガ・モロゾワ　6-2, 7-6

準決勝
- マルチナ・ナブラチロワ vs.  ナターシャ・クミレワ　6-4, 6-4
- イボンヌ・グーラゴング vs.  スー・バーカー　6-2, 6-4

## 決勝戦の結果
- 男子シングルス： ジョン・ニューカム vs.  ジミー・コナーズ　7-5, 3-6, 6-4, 7-6
- 女子シングルス： イボンヌ・グーラゴング vs.  マルチナ・ナブラチロワ　6-3, 6-2
- 男子ダブルス： ジョン・アレクサンダー＆ フィル・デント vs.  ボブ・カーマイケル＆ アラン・ストーン　6-3, 7-6
- 女子ダブルス： イボンヌ・グーラゴング＆ ペギー・ミシェル vs.  マーガレット・スミス・コート＆ オルガ・モロゾワ　7-6, 7-6